# Headbourne Worthy
Headbourne Worthy is een civil parish in het bestuurlijke gebied Winchester, in het Engelse graafschap Hampshire met 466 inwoners.